# Бурка, Николай Лукьянович
Николай Лукьянович Бурка (1917—1973) — подполковник Советской Армии, участник Великой Отечественной войны, Герой Советского Союза (1943).

## Биография
Николай Бурка родился 17 (по новому стилю — 30) января 1917 года в селе Крымское (ныне — Славяносербский район Луганской области Украины) в крестьянской семье. Окончил четыре класса школы, работал стрелочником на станции Сентяновка. В 1938—1940 годах проходил службу в Рабоче-крестьянской Красной Армии. В 1941 году повторно был призван в армию. В 1942 году окончил курсы младших лейтенантов. С февраля того же года — на фронтах Великой Отечественной войны. В 1943 году вступил в ВКП(б). К сентябрю 1943 года старший лейтенант Николай Бурка командовал пулемётной ротой 836-го стрелкового полка 240-й стрелковой дивизии 38-й армии Воронежского фронта. Отличился во время битвы за Днепр.
В ночь с 26 на 27 сентября 1943 года Бурка одним из первых переправился через Днепр вместе со своей ротой. Сломив сопротивление противника, рота захватила плацдарм в районе села Лютеж Вышгородского района Киевской области Украинской ССР и успешно отражала немецкие контратаки. В одном из боёв рота Бурки отразила четыре немецкие контратаки, уничтожил около роты вражеских солдат и офицеров. Действия роты обеспечили успех переправы всего полка.
Указом Президиума Верховного Совета СССР от 29 октября 1943 года за «образцовое выполнение боевых заданий командования на фронте борьбы с немецко-фашистскими захватчиками и проявленные при этом мужество и героизм» старший лейтенант Николай Бурка был удостоен высокого звания Героя Советского Союза с вручением ордена Ленина и медали «Золотая Звезда» за номером 1840.
В 1946 году Бурка окончил курсы «Выстрел». В 1948 году в звании подполковника он был уволен в запас. Проживал в городе Васильков Киевской области, работал планировщиком на кожевенном заводе. Умер 13 сентября 1973 года.
Был также награждён орденами Александра Невского и Красной Звезды, двумя орденами Отечественной войны 2-й степени, а также рядом медалей.